# Лютоброк-Фольварк
Лютоброк-Фольварк (пол. Lutobrok-Folwark) — село в Польщі, у гміні Затори Пултуського повіту Мазовецького воєводства.
Населення — 133 особи (2011).
У 1975-1998 роках село належало до Остроленцького воєводства.

## Демографія
Демографічна структура станом на 31 березня 2011 року:
|          | Загалом | Допрацездатний вік | Працездатний вік | Постпрацездатний вік |
| -------- | ------- | ------------------ | ---------------- | -------------------- |
| Чоловіки | 65      | 20                 | 38               | 7                    |
| Жінки    | 68      | 19                 | 30               | 19                   |
| Разом    | 133     | 39                 | 68               | 26                   |